# Okręg wyborczy Southend West
Okręg wyborczy Southend West powstał w 1950 r. i wysyła do brytyjskiej Izby Gmin jednego deputowanego. Okręg obejmuje zachodnią część Southend-on-Sea. Od 2024 nosi nazwę Southend West and Leigh.

## Deputowani do brytyjskiej Izby Gmin z okręgu Southend West
- 1950–1959: Henry Channon, Partia Konserwatywna
- 1959–1997: Paul Channon, Partia Konserwatywna
- 1997–2021: David Amess, Partia Konserwatywna
- 2022–2024: Anna Firth, Partia Konserwatywna
- od 2024: David Burton-Sampson(inne języki), Partia Pracy